# Olympische Sommerspiele 1912/Leichtathletik – 5000 m (Männer)

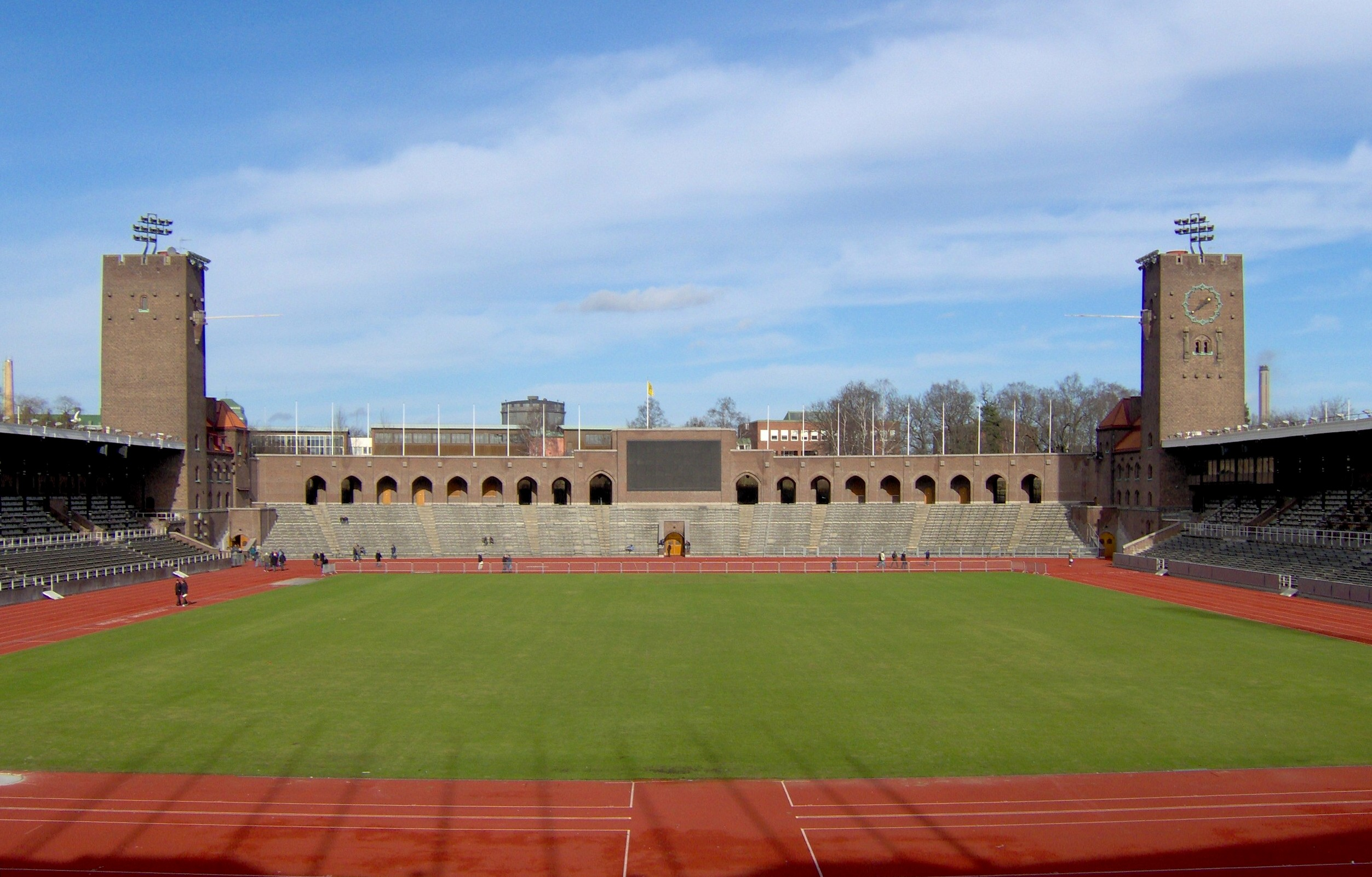
Das Stockholmer Olympiastadion

Der 5000-Meter-Lauf der Männer bei den Olympischen Spielen 1912 in Stockholm wurde am 9. und 10. Juli 1912 im Stockholmer Olympiastadion ausgetragen. 31 Athleten nahmen daran teil. Die Disziplin wurde das erste Mal bei Olympischen Spielen durchgeführt. Der 5000-Meter-Lauf ersetzte den 1908 ausgetragenen 5-Meilen-Lauf.
Erster Olympiasieger wurde der Finne Hannes Kolehmainen vor dem Franzosen Jean Bouin und dem Briten George Hutson.
Einziger deutscher Teilnehmer war Gregor Vietz, der seinen Vorlauf aufgeben musste. Österreicher und Schweizer waren nicht am Start.

## Rekorde

### Bestehende Rekorde
Weltrekorde waren damals noch inoffiziell.
| Weltrekord         | 14:59,0 min                                 | Alfred Shrubb ( Großbritannien)             | Glasgow, GBR                                | 13. Juni 1904                               |
| Olympischer Rekord | Wettbewerb erstmals im olympischen Programm | Wettbewerb erstmals im olympischen Programm | Wettbewerb erstmals im olympischen Programm | Wettbewerb erstmals im olympischen Programm |

### Rekordverbesserungen
In den erstmals bei Olympischen Spielen ausgetragenen Rennen über 5000 Meter wurden folgende Rekorde aufgestellt:
- Olympische Rekorde:
  - 15:22,6 min – George Bonhag (USA), erster Vorlauf am 9. Juli
  - 15:05,0 min – Jean Bouin (Frankreich), fünfter Vorlauf am 9. Juli
- Weltrekord:
  - 14:36,6 min – Hannes Kolehmainen (Großfürstentum Finnland), Finale am 10. Juli

## Durchführung des Wettbewerbs
Am 9. Juli wurden insgesamt fünf Vorläufe durchgeführt. Die auf den ersten drei Plätzen eingelaufenen Athleten – hellblau unterlegt – qualifizierten sich für das Finale, das am folgenden Tag stattfand.

## Vorläufe
Datum: 9. Juli 1912
Der erste olympische Rekord wurde im ersten Vorlauf erzielt. Im fünften und letzten Vorlauf wurde die Zeit noch einmal verbessert. Die jeweils ersten drei Läufer qualifizierten sich für das Finale – hellblau unterlegt.

### Vorlauf 1
| Platz | Name               | Nation         | Zeit        | Anmerkung |
| ----- | ------------------ | -------------- | ----------- | --------- |
| 1     | George Bonhag      | USA            | 15:22,6 min | OR        |
| 2     | Alexander Decoteau | Kanada         | 15:24,2 min |           |
| 3     | Frederick Hibbins  | Großbritannien | 15:27,6 min |           |
| 4     | George Hill        | Australasien   | 15:56,8 min |           |
| DNF   | Klas Lundström     | Schweden       |             |           |

### Vorlauf 2
| Platz | Name             | Nation         | Zeit        | Anmerkung |
| ----- | ---------------- | -------------- | ----------- | --------- |
| 1     | Louis Scott      | USA            | 15:23,5 min |           |
| 2     | Joe Keeper       | Kanada         | 15:28,9 min |           |
| 3     | George Hutson    | Großbritannien | 15:29,0 min |           |
| 4     | Bror Modigh      | Schweden       | 16:07,1 min |           |
| DNF   | Eddie Fitzgerald | USA            |             |           |
| DNF   | Martin Persson   | Schweden       |             |           |
| DNF   | Charles Ruffell  | Großbritannien |             |           |

### Vorlauf 3
| Platz | Name             | Nation                  | Zeit        | Anmerkung |
| ----- | ---------------- | ----------------------- | ----------- | --------- |
| 1     | Mauritz Carlsson | Schweden                | 15:34,6 min |           |
| 2     | Ernest Glover    | Großbritannien          | 16:09,1 min |           |
| 3     | Cyril Porter     | Großbritannien          | 16:23,4 min |           |
| 4     | Michail Nikolski | Russland                | 17:21,7 min |           |
| DNF   | Aarne Lindholm   | Großfürstentum Finnland |             |           |
| DNF   | Garnett Wikoff   | USA                     |             |           |

### Vorlauf 4
| Platz | Name               | Nation                  | Zeit        | Anmerkung |
| ----- | ------------------ | ----------------------- | ----------- | --------- |
| 1     | Hannes Kolehmainen | Großfürstentum Finnland | 15:38,9 min |           |
| 2     | Henrik Nordström   | Schweden                | 15:49,1 min |           |
| 3     | Tell Berna         | USA                     | 15:53,3 min |           |
| 4     | George Lee         | Großbritannien          | k. A.       |           |
| DNF   | Gregor Vietz       | Deutsches Reich         |             |           |

### Vorlauf 5

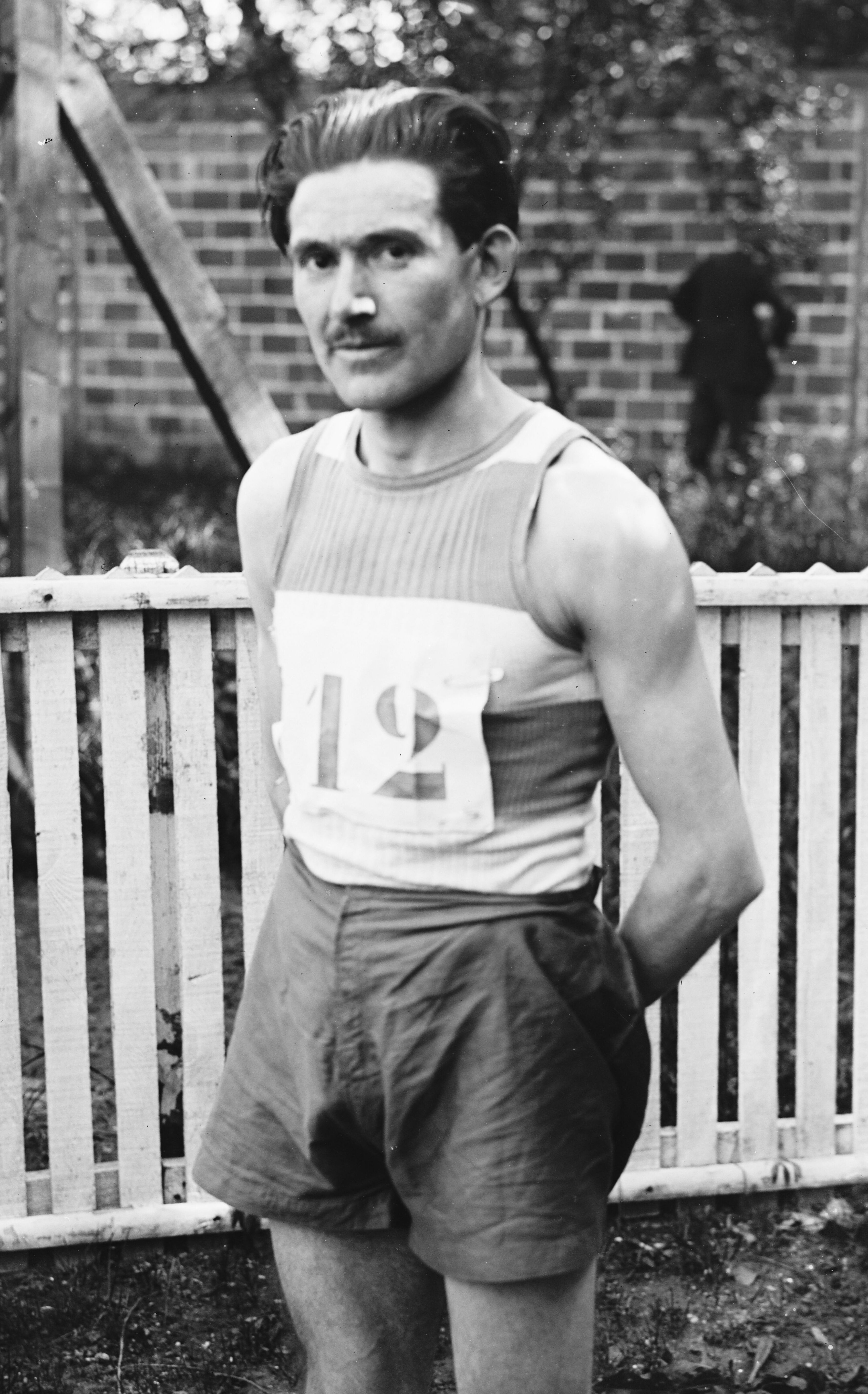
Gaston Heuet – im fünften Vorlauf nicht im Ziel

| Platz | Name             | Nation                  | Zeit        | Anmerkung |
| ----- | ---------------- | ----------------------- | ----------- | --------- |
| 1     | Jean Bouin       | Frankreich              | 15:05,0 min | OR        |
| 2     | Thorild Olsson   | Schweden                | 15:25,2 min |           |
| 3     | Viljam Johansson | Großfürstentum Finnland | 15:31,4 min |           |
| DNF   | Gaston Heuet     | Frankreich              |             |           |
| DNF   | Wallace McCurdy  | USA                     |             |           |
| DNF   | Alfonso Orlando  | Königreich Italien      |             |           |
| DNF   | Alfonso Sánchez  | Chile                   |             |           |
| DNF   | Arthur Treble    | Großbritannien          |             |           |

## Finale
Datum: 10. Juli 1912
| Platz | Name               | Nation                  | Zeit        | Anmerkung |
| ----- | ------------------ | ----------------------- | ----------- | --------- |
| 1     | Hannes Kolehmainen | Großfürstentum Finnland | 14:36,6 min | WR        |
| 2     | Jean Bouin         | Frankreich              | 14:36,7 min |           |
| 3     | George Hutson      | Großbritannien          | 15:07,6 min |           |
| 4     | George Bonhag      | USA                     | 15:09,8 min |           |
| 5     | Tell Berna         | USA                     | 15:10,0 min |           |
| 6     | Mauritz Carlsson   | Schweden                | 15:18,6 min |           |
| 7     | Louis Scott        | USA                     | k. A.       |           |
| 8     | Alexander Decoteau | Kanada                  | k. A.       |           |
| 9     | Joe Keeper         | Kanada                  | k. A.       |           |
| 10    | Frederick Hibbins  | Großbritannien          | k. A.       |           |
| 11    | Cyril Porter       | Großbritannien          | k. A.       |           |
| DNS   | Ernest Glover      | Großbritannien          |             |           |
| DNS   | Viljam Johansson   | Großfürstentum Finnland |             |           |
| DNS   | Henrik Nordström   | Schweden                |             |           |
| DNS   | Thorild Olsson     | Schweden                |             |           |

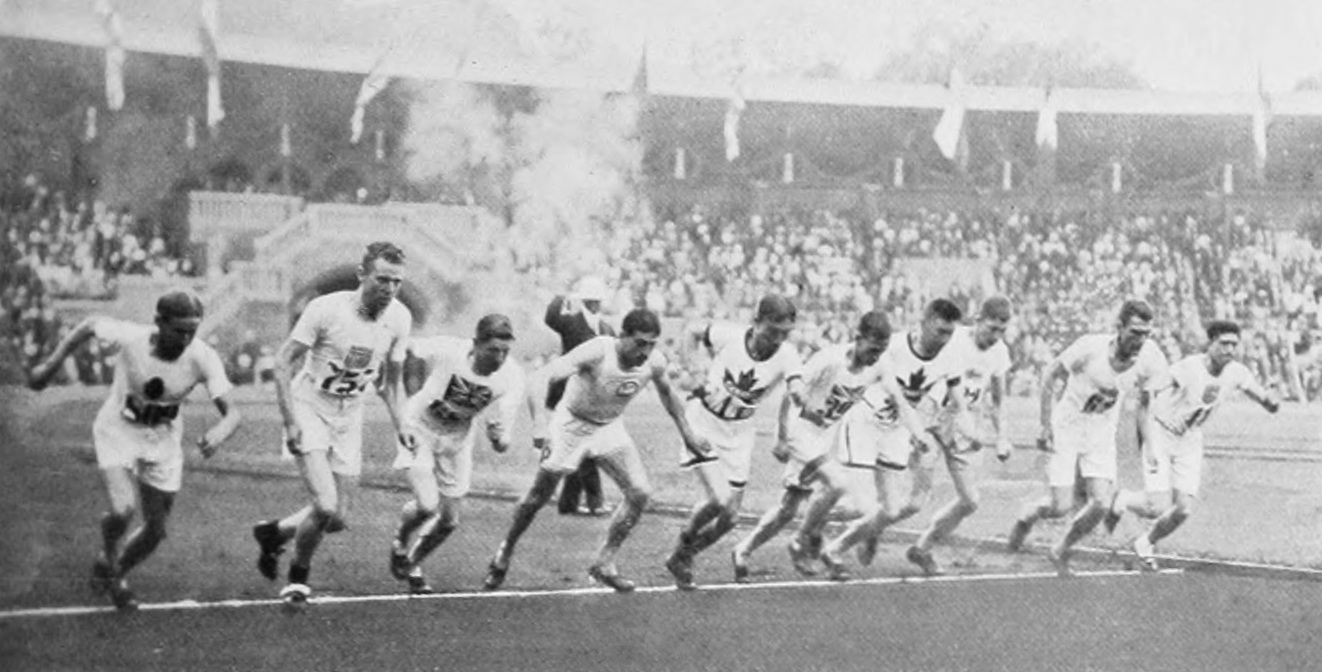
Start des Finales

Das Rennen wurde ein Zweikampf zwischen dem Finnen Hannes Kolehmainen und dem Franzosen Jean Bouin. Der Finne sorgte von Anfang an für ein hohes Tempo, nur Bouin konnte ihm folgen und beschleunigte zwischenzeitlich seinerseits. Aber er konnte Kolehmainen nicht abschütteln. Mit Beginn der letzten Runde forcierte Bouin noch einmal, aber auf der Gegengeraden übernahm Kolehmainen wieder die Führung. Erst auf den letzten zwanzig Metern konnte der Finne sich knapp gegen den Franzosen durchsetzen. Beide Läufer blieben dabei um fast eine halbe Minute unter dem bis dahin bestehenden Weltrekord.
Nach seinem Sieg über die 10.000 Meter zwei Tage vorher feierte Hannes Kolehmainen seinen zweiten von drei Olympiasiegen bei den Spielen von Stockholm.

## Bildergalerie

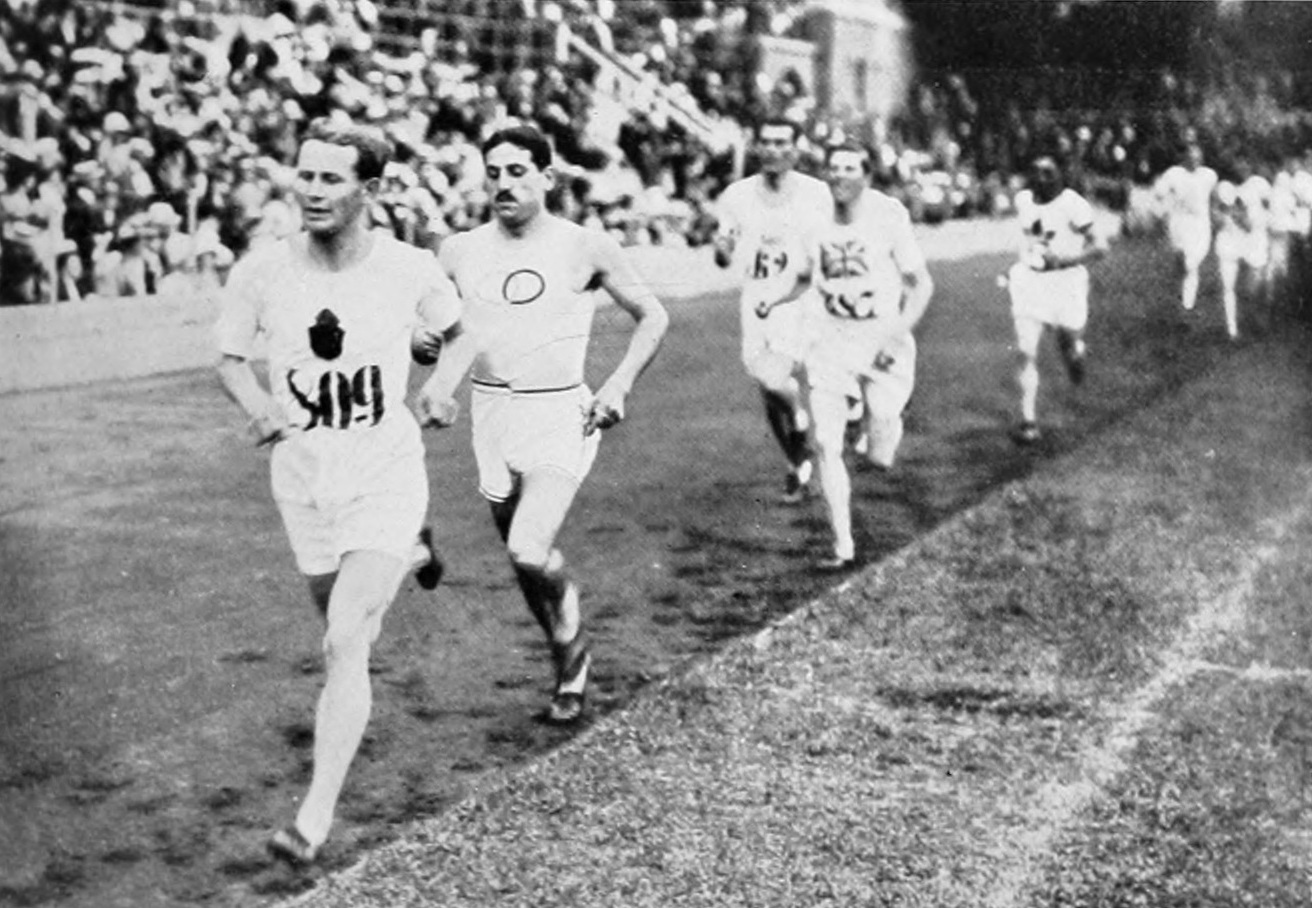
Hannes Kolehmainen (l.) und Jean Bouin (2. v. l.) führen das Feld an
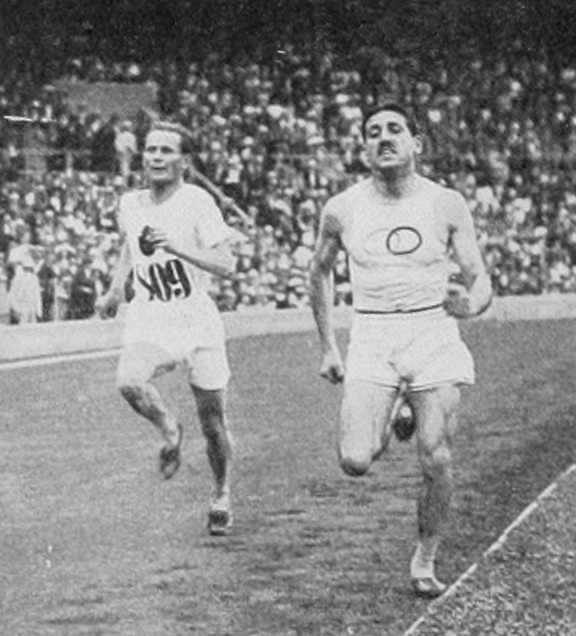
Letzte Kurve vor der Zielgeraden: Bouin führt vor Kolehmainen
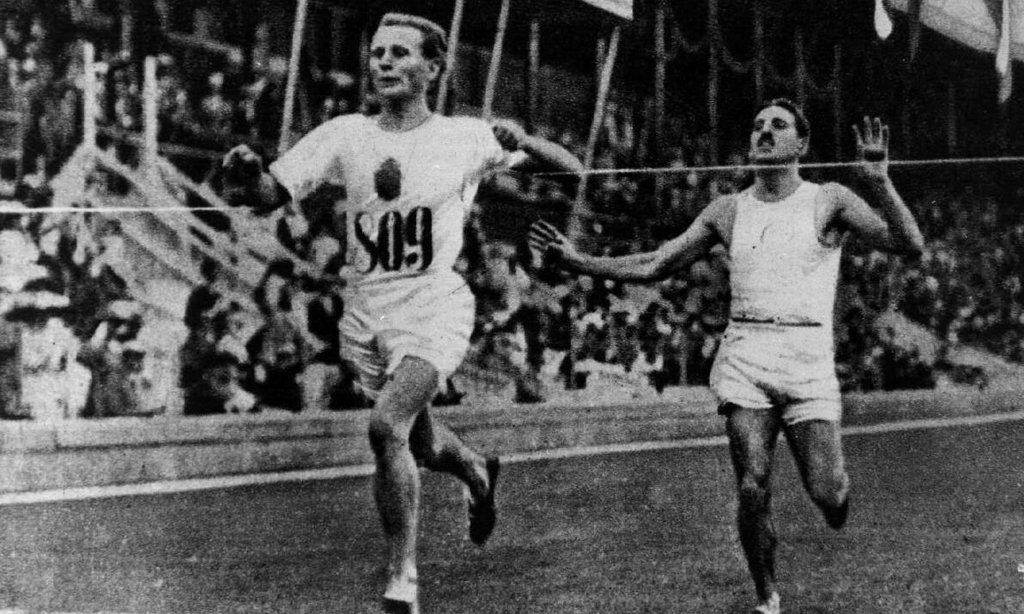
Der Zieleinlauf

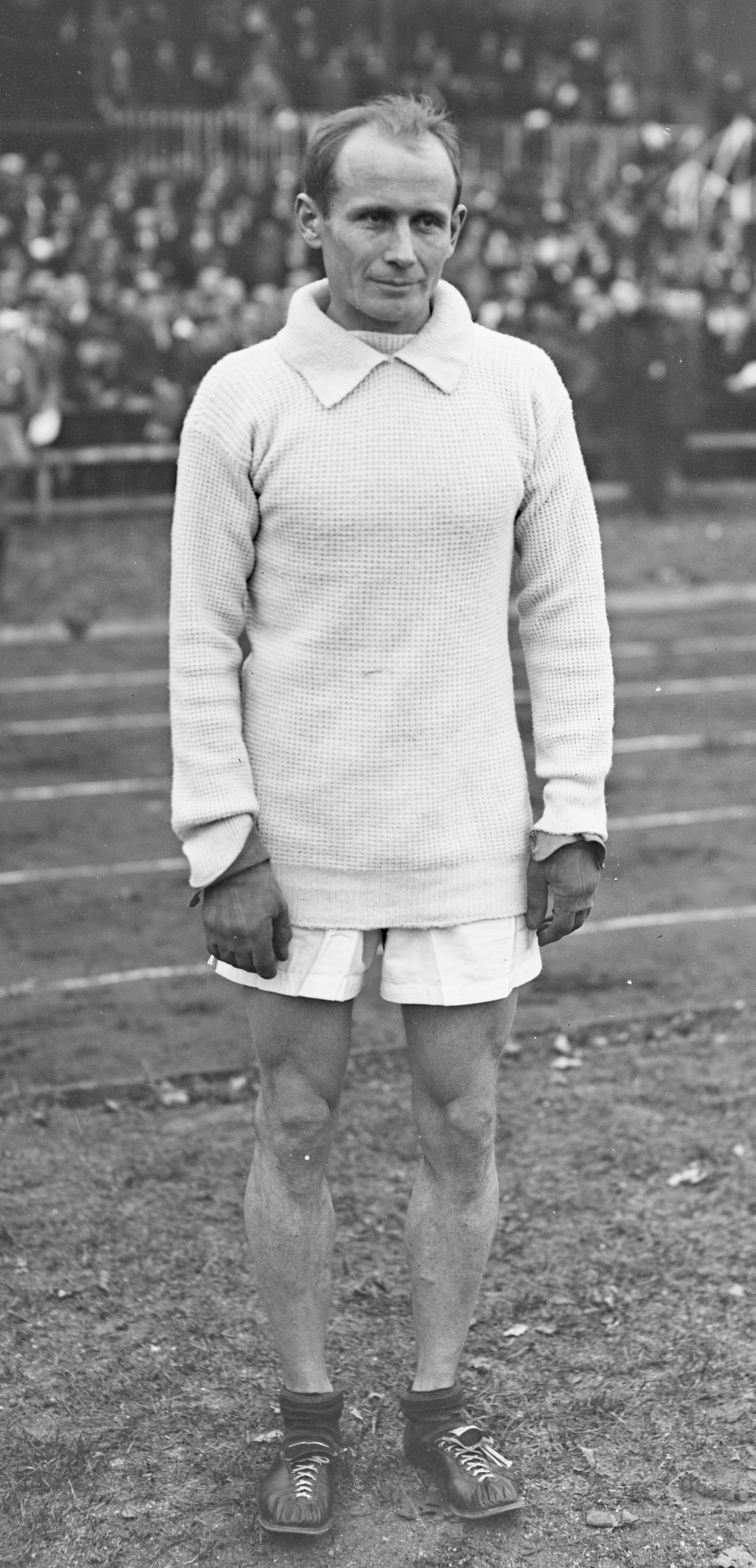
Olympiasieger Hannes Kolehmainen in einer Aufnahme von 1920
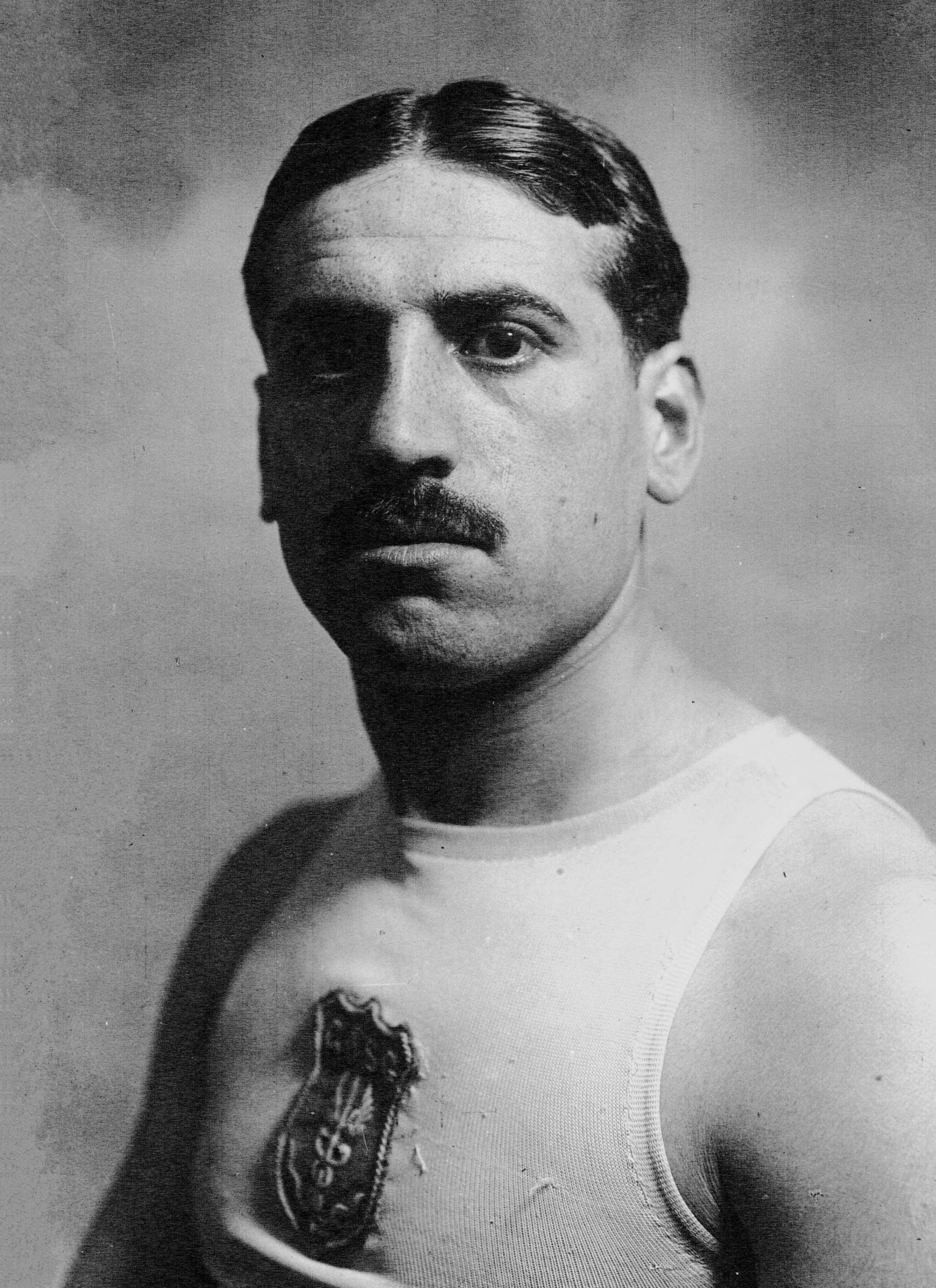
Silbermedaillengewinner Jean Bouin
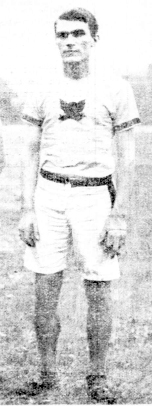
George Bonhag erzielte den ersten olympischen Rekord über 5000 Meter und belegte im Finale Rang vier
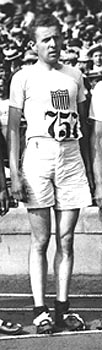
Der fünftplatzierte Tell Berna

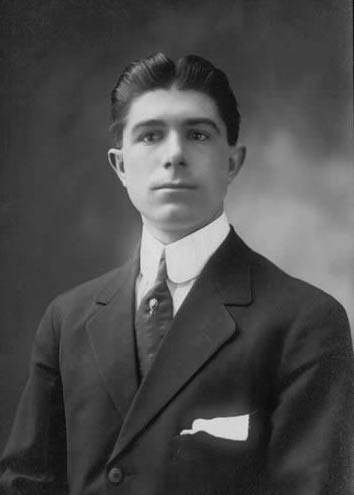
Rang sieben für Louis Scott
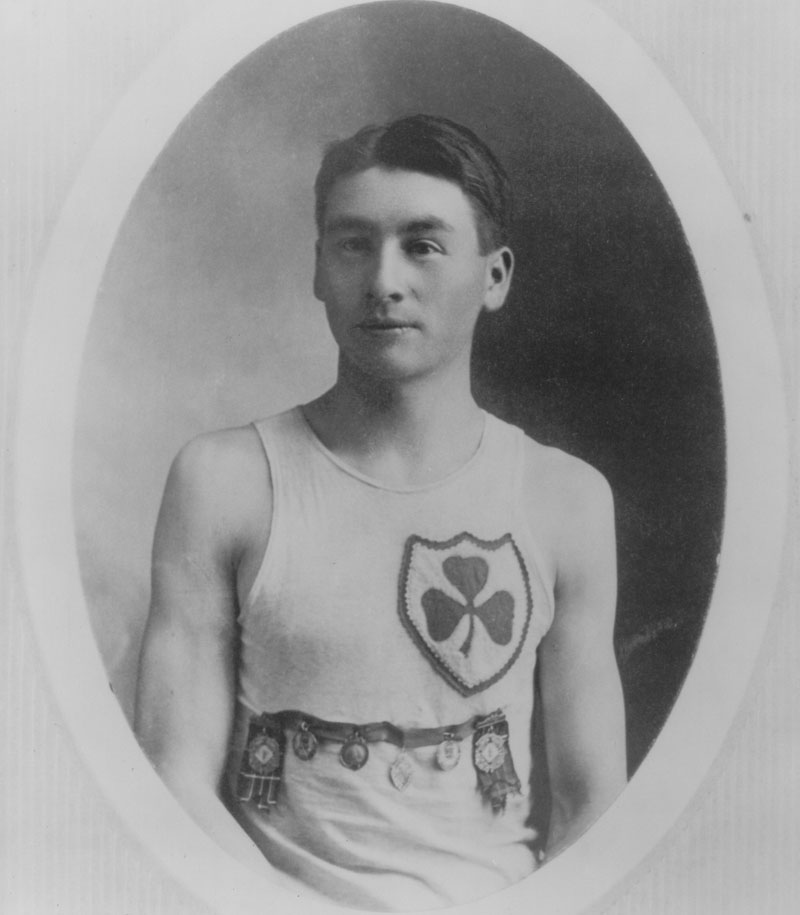
Alexander Decoteau wurde Achter
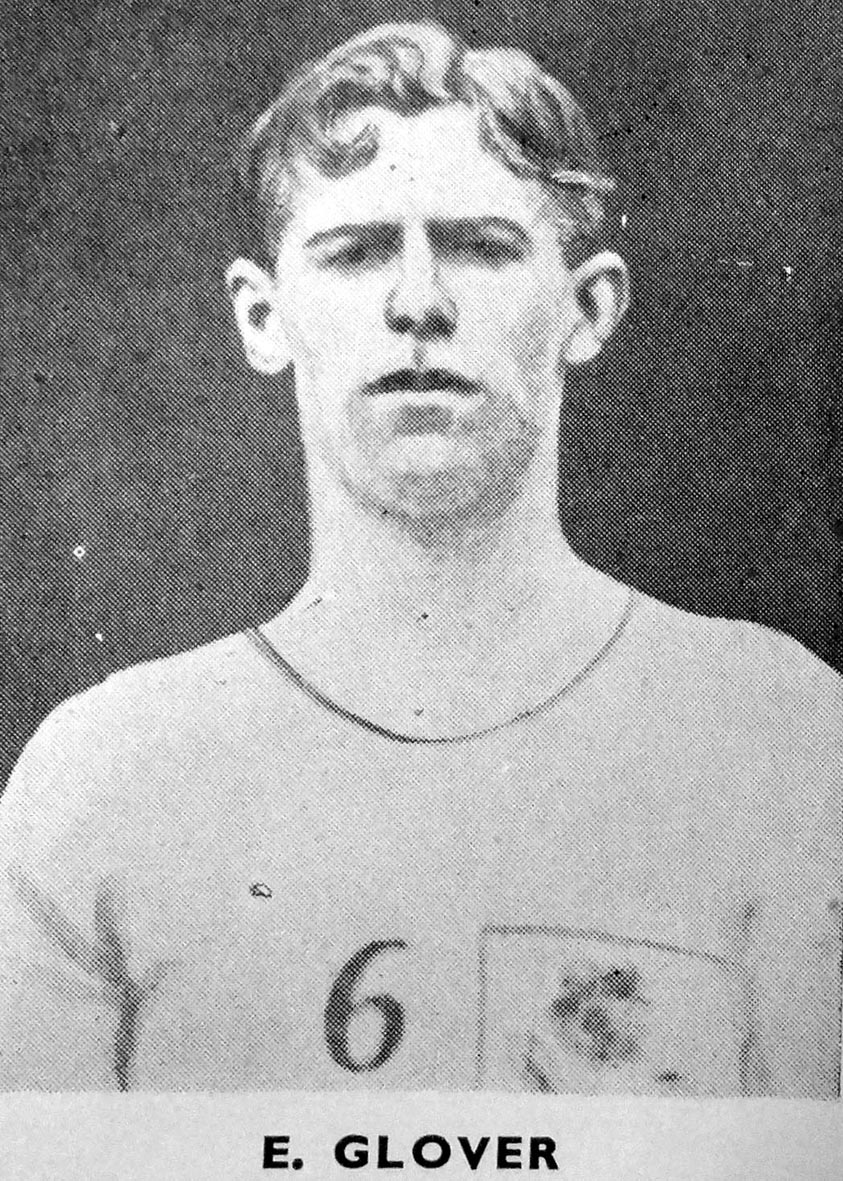
Ernest Glover – im Finale nicht im Ziel

## Videolinks
- Finland's Long Distance Hero - Hannes Kolehmainen - Stockholm 1912 Olympics, youtube.com, abgerufen am 17. Mai 2021
- 1912 Stockholm Olympics - Gymnastics, Athletics, Fencing & 5000 metres, youtube.com, Bereich: 5:34 min bis 6:24 min, abgerufen am 17. Mai 2021